# Dasysphinx pilosa
Dasysphinx pilosa är en fjärilsart som beskrevs av Rothschild 1910. Dasysphinx pilosa ingår i släktet Dasysphinx och familjen björnspinnare. Inga underarter finns listade i Catalogue of Life.